# Скаканді Юлій Юлійович
Ю́лій Ю́лійович Скака́нді (* 1945) — член Національної спілки художників України (з 1997); спілки дизайнерів України (з 2007). Заслужений художник України (2008); народний художник України (2018).

## З життєпису
Народився в місті Перечин; виростав із двома старшими братами. Мама займалася вихованням п'ятьох дітей, батько працював спочатку в школі, а згодом — у господарчому відділі університету. Любов до малювання заклав Золтан Баконій, художню студію якого ще дитиною відвідував.
У 1964 році із відзнакою закінчує навчання в Ужгородському державному художньо-промисловому училищі за спеціальністю художній розпис; педагоги Микола та Едіта Медвецькі. 1974 року стає випускником Київського державного художнього інституту — за спеціальністю художник-графік; педагог з фаху — Касіян Василь Ілліч.
Після закінчення інституту залишився у Києві, де живе та працює й надалі. Щороку відвідує пленери на Закарпатті.
Працює серіями по 4—5 робіт. Окрім акварелей та олійних робіт, має й кольорові ліногравюри і офорти. Створив серію кольорових гравюр, що відображають побут українських гуцулів, також кольорові офорти з історичної серії «Народні месники» — представлено зокрема постаті Устима Кармалюка, Івана Гонти, Северина Наливайка.
У межах дипломної роботи виконав ілюстрації до книги закарпатського письменника Михайла Томчанія, згодом працював над ілюстраціями до збірки поезій Михайла Ткача «Поворот землі».
Викладач Київського державного інституту декоративно-прикладного мистецтва і дизайну ім. М. Бойчука. Розробив методичні рекомендації до навчального курсу «Рисунок» студентів спеціальності «дизайн» напряму «мистецтво».
Від 1975 року — учасник понад 200 всеукраїнських, міжнародних та зарубіжних виставок. Його роботи були представлені в Угорщині, Чехії, Словаччині, Румунії, Польщі, Німеччині, Данії, Канаді, Великій Британії, США, Австрії, Італії.
Твори зберігаються у музеях і приватних колекціях України та зарубіжжя. Лауреат трьох міжнародних бієнале в Італії (1993, 1995, 2017 роки).
Серед робіт:
- «Дорогами війни» (1976)
- «Народні гуляння» (1983)
- серія «Карпатська симфонія» (1985)
- «Ностальгія» (1999)
- «Останній рейс» (2000).